# Дамаскус (Мериленд)
Дамаскус (енгл. Damascus) насељено је место без административног статуса у америчкој савезној држави Мериленд.

## Демографија
По попису из 2010. године број становника је 15.257, што је 3.827 (33,5%) становника више него 2000. године.
| Група             | 2000.         | 2010.          |
| Белци             | 9.959 (87,1%) | 11.020 (72,2%) |
| Афроамериканци    | 529 (4,6%)    | 1.216 (8,0%)   |
| Азијати           | 253 (2,2%)    | 860 (5,6%)     |
| Хиспаноамериканци | 493 (4,3%)    | 1.769 (11,6%)  |
| Укупно            | 11.430        | 15.257         |